# Chaerophyllum nanhuense
Chaerophyllum nanhuense är en flockblommig växtart som först beskrevs av C.H.Chen och H.C.Wang, och fick sitt nu gällande namn av K.F. Chung. Chaerophyllum nanhuense ingår i släktet rotkörvlar, och familjen flockblommiga växter. Inga underarter finns listade i Catalogue of Life.